# اوناکامی، چیبا
اوناکامی، چیبا (به لاتین: Unakami) یک منطقهٔ مسکونی در ژاپن است که در کانتو واقع شده‌است. اوناکامی ۱۱٬۱۵۳ نفر جمعیت دارد.